# Mike Mills (director)
|  | Aquest article tracta sobre el director de cinema. Si cerqueu el músic de R.E.M., vegeu «Mike Mills». |

Michael Chadbourne "Mike" Mills (nascut el 20 de març de 1966) és un director de pel·lícules i vídeos musicals, escriptor i dissenyador gràfic. Se'l coneix sobretot per les seves pel·lícules independents Thumbsucker, Beginners, 20th Century Women i C'mon C'mon. Fou nominat a un Oscar al millor guió original per 20th Century Women.

## Biografia
Mills va néixer a Berkeley, Califòrnia, fill de Janet L. "Jan" Dowd, delineant, i Paul Chadbourne Mills, historiador de l'art i director de museu. La seva mare va morir de càncer de cervell el 1999. Sis mesos després de la mort de la mare, el seu pare Paul va declarar-se gai, als 75 anys després de 44 anys de matrimoni. Va morir de càncer de pulmó al cap de cinc anys. Beginners està basat en aquesta experiència.